# Alemannia Aachen
Alemannia Aachen, voluit Aachener Turn- und Sportverein Alemannia 1900 e.V., is een Duitse voetbalclub uit Aken. De club speelt haar thuiswedstrijd in het Tivolistadion dat plaats biedt aan 32.960 toeschouwers.

## Geschiedenis

### Beginperiode
In de tweede helft van de negentiende eeuw brachten Engelse arbeiders voetbal naar het westelijke Rijnland. De club is op 16 december 1900 opgericht met de naam FC Alemannia Aachen. Aanvankelijk wilde ze de naam 1. FC Aachen aannemen, maar kort daarvoor was er al een club opgericht die die naam droeg waardoor voor Alemannia werd gekozen. 1. FC Aachen werd kort daarna wel ontbonden. Door de ligging van Aken dicht tegen de Belgische en Nederlandse grens speelde de club vaak tegen teams uit deze landen. De eerste officiële wedstrijd was tegen het Belgische Dolhain. Van oudsher is er een hechte relatie met het nabijgelegen Roda JC Kerkrade. Beide clubs gebruiken ook dezelfde kleuren.
Alemannia Aachen sloot zich aan bij de voetbalbond van Rijnland-Westfalen, later de West-Duitse voetbalbond, en ging vanaf 1904 in de Nederrijncompetitie spelen, waar ze als tweede eindigden achter FC 1894 MönchenGladbach. Na één seizoen wisselde de club van competitie en nam het deel aan de Zuidrijncompetitie. Hierin werd het in 1907/08 kampioen en plaatste het zich voor de West-Duitse eindronde, waarin het in de halve finale werd uitgeschakeld door 1. FC Mönchengladbach.

### Eerste Wereldoorlog en fusie
In 1909 richtte de West-Duitse voetbalbond een nieuwe competitie in, de Zehnerliga, waarin de tien beste clubs uit drie competities speelden. Na vier seizoenen werd deze competitie echter al weer ontbonden, Alemannia eindigde steeds in de middenmoot. De club werd daarna actief in de Noordrijncompetitie. In 1915 trok de club zich terug uit de competitie en staakte ook het volgende seizoen de activiteiten. De gevolgen van de Eerste Wereldoorlog waren te groot voor de club. Zo was het aantal leden na de oorlog gezakt van 200 naar slechts 37. In 1916/17 begon Alemannia weer deel te nemen aan de competitie en werd het kampioen van de groep Aken, maar er was geen eindronde om de algemene titel door de Eerste Wereldoorlog. Ook het volgende seizoen won de club de titel na een finale tegen VfJuV Düren.
Op 17 september 1919 fuseerde de club met de Aachener Turnverein 1847 en werd zo gevormd tot TSV Alemannia 1847. De club werd overgeheveld naar de Westrijncompetitie en eindigde als derde, waardoor ze zich wel plaatsten voor de eindronde om de titel, die ze ditmaal verloren van Düren. De Westrijncompetitie werd na een seizoen ontbonden en Alemannia ging verder in de Rijncompetitie. Nadat de Deutsche Turnerschaft in 1924 besliste dat voetbalclubs en turnclubs gescheiden moesten worden splitste de club en werd de nieuwe naam Aachener TuSV Alemannia 1900. In de navolgende jaren belandde de club in de lagere middenmoot en behaalde pas in het seizoen 1929/30 weer een goed resultaat door als derde te eindigen. Het volgende seizoen werd de club groepswinnaar en versloeg het Rheydter SpV 05 in de finale om de titel. In de West-Duitse eindronde werden de acht kampioenen verdeeld over twee groepen. Aachen eindigde samen met CSC 03 Kassel en FV 1911 Neuendorf op een gedeelde tweede plaats, waardoor er een extra ronde kwam waarin Aachen beide wedstrijden won. In de finaleronde werd de club laatste met 0 punten. Het volgende seizoen werd Aachen opnieuw groepswinnaar, maar moest de titel uiteindelijk aan SpVgg Sülz 07 laten. Ook in 1932/33 gooide Sülz roet in het eten.

### Tweede Wereldoorlog
Na dit seizoen kwam de NSDAP aan de macht en werd de competitie grondig geherstructureerd. De West-Duitse voetbalbond en zijn acht competities werden ontbonden en vervangen door drie Gauliga's. Als vicekampioen mocht Aachen aantreden in de Gauliga Niederrhein, waar ze meteen uit degradeerden. De club wisselde om naar de Gauliga Mittelrhein en in 1937 kon de club via de eindronde promoveren. Alemannia werd kampioen en nam het deel aan de eindronde om de landstitel waarin het werd ingedeeld in een groep met Hannover 96, Nürnberg en Hanau. Het eindigde als derde en was uitgeschakeld. Na een protest van Beuel 06 werd de titel Alemannia nog ontnomen, maar dit was al te laat om Beuel 06 deel te laten nemen aan de eindronde in plaats van Alemannia Aachen.
Het volgende seizoen werd de club laatste, maar werd het gered van degradatie doordat de competitie in twee reeksen verdeeld werd. Het was echter uitstel van executie en na een nieuwe laatste plaats degradeerde de club definitief. Door de gebeurtenissen in de Tweede Wereldoorlog werd de Gauliga verder opgesplitst en ging de club nu in de Gauliga Köln-Aachen spelen en promoveerde het in 1942 weer naar de hoogste klasse waar het twee seizoen op rij in de middenmoot eindigde.
Na de oorlog speelde de club twee jaar in regionale competities en werd het telkens tweede. Hierdoor kwalificeerde de club zich voor de nieuwe Oberliga West, die als hoogste klasse werd ingevoerd. De eerste seizoenen eindigde de club in de lagere middenmoot. Pas in 1951/52 trad de club voor het eerst op de voorgrond door als derde te eindigen. Na twee mindere seizoenen werd Alemannia opnieuw derde in de Oberliga West. De club eindigde samen met Schalke 04 op een gedeelde tweede plaats, die recht gaf op de eindronde, maar had een slechter doelsaldo. Na nog een vijfde en derde eindklassering belandde de club in de middenmoot van de competitie.

### Mislopen Bundesliga deelname
In 1963 werd de Bundesliga ingevoerd. Samen met Schalke 04 en Borussia Dortmund was Alemannia Aachen de enige club die sinds het begin van de invoering van de Oberliga altijd in de hoogste klasse speelde. De Oberliga West kreeg vijf startbewijzen voor de Bundesliga. Alemannia wist als vijfde te eindigen, maar het was Schalke 04 dat over het algemeen betere prestaties behaalde dan Aachen en zesde geworden was dat naar de Bundesliga ging. Alemannia protesteerde bij de bond en vroeg om een uitbreiding naar achttien clubs om zo toch in de Bundesliga opgenomen te worden, maar hier werd geen gehoor aan gegeven door de bond.
Hierdoor ging de club verder in de nieuwe Regionalliga West en draaide het daar aan de top mee, maar kon het via de eindronde aanvankelijk geen promotie afdwingen. In 1965 bereikte de club de bekerfinale en verloor die van Borussia Dortmund. Twee jaar later werd de club kampioen en eindigde in de eindronde met Kickers Offenbach, Saarbrücken, Göttingen en Borussia Berlin eerste en promoveerde zo. In haar tweede seizoen eindigde de club tweede in de competitie achter Bayern München, maar het volgende seizoen verliep desastreus en Alemannia degradeerde.

### Herstel
Tot 1990 kon de club zich handhaven in de tweede klasse, maar dat jaar degradeerde de club. In 1999 bracht trainer Werner Fuchs beterschap en bracht hij de supporters aantrekkelijk voetbal. Enkele weken voor het einde van de competitie overleed de trainer onverwacht en was de stad in shock. De club promoveerde en droeg zijn promotie op aan de overleden hoofdtrainer. In de 2. Bundesliga verliep het eerste seizoen voorspoedig. Onder trainer Eugen Hach voldoet de ploeg met een achtste en tiende eindklassering aan de doelstellingen.

### Financiële problemen
Aan het einde van het seizoen 2000/01 werd duidelijk dat de club grote financiële schulden had. Met name de koffer-affaire zorgde voor grote opschudding in heel Duitsland. Het bestuur van Alemannia Aachen gaf een spelersmakelaar 300.000 euro contant mee om de transfer van een speler te regelen. Het geld werd nooit meer teruggezien. Aan de vooravond van het daaropvolgende seizoen zag het er heel slecht uit voor de club uit Aken. Er waren nauwelijks spelers, salarissen konden niet worden betaald en de club stond voor het faillissement. Supporters gingen langs de deuren om geld in te zamelen en transfervrije spelers werden aangetrokken. Het seizoen begon slecht en het leek erop dat Alemannia opnieuw rekening moest houden met degradatie naar de Regionalliga. In oktober werd hoofdtrainer Hach ontslagen en opgevolgd door Jörg Berger. Hij weet de club op het nippertje voor degradatie te behoeden en vanaf dat moment gaat het bergopwaarts met Alemannia. Samen met sportief directeur Jörg Schmadtke worden spelers aangetrokken die elders buiten de boot zijn gevallen en belust zijn op revanche. In 2002/03 eindigde Aachen op een zesde plaats op de ranglijst. Dat het nog beter kon werd het seizoen erop bewezen. Eind 2003 staat Alemannia fier bovenaan de ranglijst in de 2. Bundesliga en mag men zich Herbstmeister noemen. Vervolgens wordt Bayern München verslagen in de kwartfinale van de DFB Pokal. In de halve finale sneuvelt ook rivaal Borussia Mönchengladbach in het oude Tivoli-stadion en mag Alemannia aantreden in de finale tegen kampioen Werder Bremen. Doordat Werder Bremen zich reeds had geplaatst voor de UEFA Champions League kreeg Aachen het UEFA Cup-ticket die behaald zou kunnen worden met het winnen van de DFB Pokal. De bekerfinale werd wel verloren. Ook promotie naar de Bundesliga wordt op een haar na gemist. Op de laatste speeldag verliest Alemannia tegen het tegen degradatie strijdende Karslruher en zakt het van plek drie naar plek zes. Dat de club weer tot leven was gewekt bewezen de supporters. Naar Karlsruhe reizen 11.000 supporters mee en twee weken eerder bij de uitwedstrijd tegen Oberhausen waren dat er al 8.000.
In het seizoen 2004/05 mag Alemannia voor het eerst in haar bestaan deelnemen aan Europees voetbal, onder leiding van de nieuwe hoofdtrainer Dieter Hecking. Aan zijn hand werd de voetbalstijl van de club veranderd naar een aanvallender en aantrekkelijker spelbeeld. Het Europese avontuur begon in de eerste ronde tegen Hafnarfjörður die met 5-1 en 0-0 aan de kant wordt gezet. Ook de tweede ronde wordt verrassend genoeg overleefd, waardoor het als 2. Bundesliga-club deel mocht gaan nemen aan de groepsfase. Hierin trof het Lille, Sevilla, Zenit Sint-Petersburg en AEK Athene. Alemannia eindigde als derde, waardoor het zich plaatste voor de knock-outfase. Hierin was het Nederlandse AZ net iets te sterk. Nadat de heenwedstrijd in Aken in 0-0 was geëindigd wisten de Noord-Hollanders ternauwernood een 0-1 achterstand om te draaien na een rode kaart voor Thomas Stehle, waardoor AZ de wedstrijd met 2-1 wonnen. In de reguliere competitie kende Alemannia een stabiel seizoen, maar de concurrentie blijkt iets te sterk. Ze eindigde als zesde, mede door een slechte tweede seizoenshelft.
Het seizoen erop werd promotie als een absolute must gezien. Er werd door de club flink geïnvesteerd in nieuwe spelers, onder andere Goran Sukalo en Erwin Koen werden aangetrokken. In de voorgaande winterstop waren Laurențiu Reghecampf en Jan Schlaudraff al aangetrokken. Aanvankelijk begint het seizoen wisselvallig, maar na een wedstrijd of tien begint het te draaien voor de ploeg van Hecking. Opnieuw wordt de 'herfsttitel' gepakt en dit keer wordt de voorsprong niet meer prijsgegeven. Op 16 april 2006 promoveert Aachen naar de Bundesliga doordat Greuther Fürth met 1-0 verliest van Saarbrücken. Voor het eerste in 36 jaar komt de meest westelijk gelegen club uit Duitsland weer uit op het hoogste niveau. De titel in de 2. Bundesliga wordt op de laatste speeldag verspeeld aan Bochum, maar de tweede plaats volstaat om promotie af te dwingen.
Een niet te onderschatten rol in de wederopstanding van Aachen speelt de Nederlander Erik Meijer. De uit het Zuid-Limburgse Meerssen afkomstige voetballer wordt in de zomer van 2003 overgenomen van Hamburger SV en is zowel binnen als buiten de lijnen van onschatbare waarde. Mede door zijn winnende doelpunt tegen Bayern München in het bekertoernooi van 2003/04 speelde Aachen het seizoen erop Europees voetbal. Ook hierin was Meijer belangrijk. Hij maakte belangrijke goals tegen Lille, Zenit Sint-Petersburg en AEK Athene. Door de inkomsten uit het bekertoernooi en het UEFA Cup-toernooi kon Aachen de schulden die het had saneren. Aan het einde van het seizoen 2005/06 zette Meijer een punt achter zijn actieve carrière als voetballer. In eerste instantie zou hij werkzaam worden in de commerciële afdeling van Alemannia Aachen, maar niet veel later wordt hij assistent-trainer van de nieuwe trainer Michael Frontzeck.

### Terug in de Bundesliga
Alemannia Aachen kende een moeizaam begin op het hoogste niveau. Zo werden de eerste twee duels verloren. Het derde duel, op bezoek bij Hannover 96 wordt wel gewonnen, maar na afloop maakte hoofdtrainer Dieter Hecking bekend dat hij de club zou verlaten. Hij ging uitgerekend naar de tegenstander van die dag. De nieuwe trainer, Michael Frontzeck, kent aanvankelijk een goede start. Op de zevende speeldag staat de club zelfs bovenaan in de competitie. Vervolgens gaat het echter bergafwaarts. Een kleine opleving in de maanden februari en maart zorgt ervoor dat alles toch nog goed leek te komen, maar wat volgt is een serie van zes nederlagen. Twee speelronden voor het einde zijn alleen nog maar twee overwinningen voldoende om behouden te blijven voor de Bundesliga. Op zaterdag 12 mei 2007 speelt Alemannia een wedstrijd die symbolisch is voor het hele seizoen. Men komt met 2-0 voor tegen directe concurrent VfL Wolfsburg, maar in de laatste tien minuten gaat het mis en eindigt de wedstrijd in 2-2. Hierdoor degradeerde de club na een seizoen terug naar de 2. Bundesliga.

### Faillissementen
In het seizoen 2007/08 eindigde Alemannia als zevende en het jaar erop als vierde, maar het ging erna langzaam verder bergaf met een degradatie na afloop van het seizoen 2011/12 tot gevolg. Op 16 november 2012 maakte Alemannia Aachen zelfs bekend dat de club faillissement had aangevraagd. Hierdoor degradeerde de club verplicht naar de Regionalliga, maar mocht het het seizoen 2012/13 nog wel afmaken in de 3. Liga. Alemannia maakte een doorstart maar in maart 2017 werd er wederom faillissement aangevraagd. Ook ditmaal maakte de club wel het seizoen af in de Regionalliga. Het kreeg negen punten in mindering, maar hoefde niet te vrezen voor een verplichte degradatie bij een doorstart.

### Wederom een doorstart
Deze doorstart kwam er opnieuw. De club kwam aanvankelijk niet verder dan eindklasseringen in de middenmoot, maar voor het seizoen 2023/24 werd er beslist dat promotie naar de 3. Liga een vereiste was voor de club. De start van het seizoen liet echter sterk te wensen over. Zo werd en vier keer verloren, drie keer gelijkgespeeld en slechts een keer gewonnen. Hoofdtrainer Rainer Plasshenrich werd bedankt voor zijn diensten, waarna Heiner Backhaus het roer over nam. Vanaf dat moment ging het Alemannia voor de wind. Door het verlies van Wuppertal op vrijdagavond 26 april 2024 werd Alemannia zonder zelf te spelen kampioen van de Regionalliga West. De eigen wedstrijd tegen 1. FC Bocholt enkele dagen later ging verloren, maar gezien het facultatieve karakter kon dit de pret niet bederven en werd uitbundig gevierd dat de club zou terugkeren in het profvoetbal.

## Erelijst

### Nationaal
- Kampioen Zuidrijn: 1908
- Kampioen Noordrijn-Aken: 1917, 1918
- Rijnkampioen: 1931
- Regionalliga West: 1964, 1967, 2024

## Stadion

### Neuer Tivoli
Het Neuer Tivoli is een voetbalstadion met plaats voor 32.960 toeschouwers in de Duitse stad Aken. Het de thuisbasis van de voetbalclub Alemannia Aachen en het verving het voormalige Tivoli.

### Tivoli
Het vorige stadion van Alemannia Aachen was het van juli t/m oktober 2011 gesloopte Oude Tivoli. Tijdens het laatste seizoen 2008-2009 konden 21.300 mensen plaatsnemen in het stadion. Vanaf het seizoen 2009-2010 speelde alleen het tweede elftal van Alemannia Aachen in dit stadion en trainde het eerste elftal er. Tegenwoordig is er op de plek van het oude stadion een woonwijk gebouwd. Oude stoeltjes, reclame borden, delen van de grasmat, de beide doelen met netten en de lichtmasten zijn per opbod verkocht aan de supporters.

## Overzichtslijsten
| Niveau | Aantal | Periode (1947-2026)                        |
| ------ | ------ | ------------------------------------------ |
| I      | 20     | 1947-1963, 1967-1970, 2006-2007            |
| II     | 39     | 1963-1967, 1970-1993, 1999-2006, 2007-2012 |
| III    | 12     | 1990-1999, 2012-2013, 2024-....            |
| IV     | 11     | 2013-2024                                  |

### Eindklasseringen vanaf 1964 (grafisch)
- 1964 1e
Regionalliga
- 1965 2e
Regionalliga
- 1966 3e
Regionalliga
- 1967 1e
Regionalliga
- 1968 11e
Bundesliga
- 1969 2e
Bundesliga
- 1970 18e
Bundesliga
- 1971 6e
Regionalliga
- 1972 4e
Regionalliga
- 1973 6e
Regionalliga
- 1974 7e
Regionalliga
- 1975 15e
2. Bundesliga
- 1976 12e
2. Bundesliga
- 1977 7e
2. Bundesliga
- 1978 14e
2. Bundesliga
- 1979 7e
2. Bundesliga
- 1980 7e
2. Bundesliga
- 1981 5e
2. Bundesliga
- 1982 9e
2. Bundesliga
- 1983 9e
2. Bundesliga
- 1984 6e
2. Bundesliga
- 1985 5e
2. Bundesliga
- 1986 8e
2. Bundesliga
- 1987 5e
2. Bundesliga
- 1988 6e
2. Bundesliga
- 1989 7e
2. Bundesliga
- 1990 19e
2. Bundesliga
- 1991 2e
Oberliga
- 1992 6e
Oberliga
- 1993 3e
Oberliga
- 1994 2e
Oberliga
- 1995 6e
Regionalliga
- 1996 6e
Regionalliga
- 1997 11e
Regionalliga
- 1998 7e
Regionalliga
- 1999 1e
Regionalliga
- 2000 8e
2. Bundesliga
- 2001 10e
2. Bundesliga
- 2002 14e
2. Bundesliga
- 2003 6e
2. Bundesliga
- 2004 6e
2. Bundesliga
- 2005 6e
2. Bundesliga
- 2006 2e
2. Bundesliga
- 2007 17e
Bundesliga
- 2008 7e
2. Bundesliga
- 2009 4e
2. Bundesliga
- 2010 13e
2. Bundesliga
- 2011 10e
2. Bundesliga
- 2012 17e
2. Bundesliga
- 2013 20e
3. Liga
- 2014 13e
Regionalliga
- 2015 2e
Regionalliga
- 2016 7e
Regionalliga
- 2017 7e
Regionalliga
- 2018 6e
Regionalliga
- 2019 6e
Regionalliga
- 2020 6e
Regionalliga
- 2021 14e
Regionalliga
- 2022 12e
Regionalliga
- 2023 8e
Regionalliga
- 2024 1e
Regionalliga
- 2025 12e
3. Liga

- Niveau 1
- Niveau 2
- Niveau 3
- Niveau 4

| Legenda niveautijdlijn | Legenda niveautijdlijn      | Legenda niveautijdlijn      | Legenda niveautijdlijn      | Legenda niveautijdlijn    | Legenda niveautijdlijn |
| Liga                   | Seizoen 1963/64 t/m 1973/74 | Seizoen 1974/75 t/m 1993/94 | Seizoen 1994/95 t/m 2007/08 | Seizoen 2008/09 tot heden | Opmerking              |
| ---------------------- | --------------------------- | --------------------------- | --------------------------- | ------------------------- | ---------------------- |
| Bundesliga             | Niveau I                    | Niveau I                    | Niveau I                    | Niveau I                  |                        |
| 2. Bundesliga          | --                          | Niveau II                   | Niveau II                   | Niveau II                 |                        |
| 3. Liga                | --                          | --                          | --                          | Niveau III                |                        |
| Regionalliga           | Niveau II                   | --                          | Niveau III                  | Niveau IV                 |                        |
| Oberliga               | --                          | Niveau III *                | Niveau IV                   | Niveau V                  | * vanaf 1978/79        |

### Seizoensstatistieken
| Jaar                                | Pos. | Winst | Gelijk | Verlies | Saldo | Punten | DFB-Pokal    |
| Bundesliga 1967-1970                |      |       |        |         |       |        |              |
| 67/68                               | 11.  | 13    | 8      | 13      | 52:66 | 34     | 1e ronde     |
| 68/69                               | 2.   | 16    | 6      | 12      | 57:51 | 38     | kwartfinale  |
| 69/70                               | 18.  | 5     | 7      | 22      | 31:83 | 17     | --           |
| Regionalliga West 1970-1974         |      |       |        |         |       |        |              |
| 70/71                               | 6.   | 15    | 4      | 15      | 59:58 | 34     | halve finale |
| 71/72                               | 4.   | 14    | 12     | 6       | 51:38 | 42     | --           |
| 72/73                               | 6.   | 15    | 9      | 10      | 66:50 | 39     | --           |
| 73/74                               | 7.   | 15    | 7      | 12      | 57:55 | 37     | 1e ronde     |
| 2. Bundesliga Nord 1974-1981        |      |       |        |         |       |        |              |
| 74/75                               | 15.  | 11    | 8      | 19      | 57:71 | 30     | 3e ronde     |
| 75/76                               | 12.  | 12    | 12     | 14      | 45:53 | 36     | 1e ronde     |
| 76/77                               | 7.   | 16    | 11     | 11      | 69:56 | 43     | 2e ronde     |
| 77/78                               | 14.  | 10    | 14     | 14      | 51:62 | 34     | 2e ronde     |
| 78/79                               | 7.   | 14    | 12     | 12      | 54:47 | 40     | 3e ronde     |
| 79/80                               | 7.   | 17    | 7      | 14      | 59:56 | 41     | 1e ronde     |
| 80/81                               | 5.   | 24    | 7      | 11      | 80:51 | 55     | 8e finale    |
| 2. Bundesliga 1981-1990             |      |       |        |         |       |        |              |
| 81/82                               | 9.   | 15    | 11     | 12      | 47:39 | 41     | 3e ronde     |
| 82/83                               | 9.   | 15    | 10     | 13      | 49:53 | 40     | 1e ronde     |
| 83/84                               | 6.   | 17    | 10     | 11      | 49:43 | 44     | 8e finale    |
| 84/85                               | 5.   | 15    | 13     | 10      | 60:46 | 43     | 8e finale    |
| 85/86                               | 8.   | 15    | 13     | 10      | 56:45 | 43     | 8e finale    |
| 86/87                               | 5.   | 18    | 10     | 10      | 55:36 | 46     | 8e finale    |
| 87/88                               | 6.   | 17    | 12     | 9       | 60:45 | 46     | 2e ronde     |
| 88/89                               | 7.   | 17    | 7      | 14      | 58:55 | 41     | 8e finale    |
| 89/90                               | 19.  | 11    | 8      | 19      | 52:63 | 30     | 1e ronde     |
| Oberliga Nordrhein 1990-1994        |      |       |        |         |       |        |              |
| 90/91                               | 2.   | 20    | 10     | 2       | 66:50 | 50     | 1e ronde     |
| 91/92                               | 6.   | 14    | 5      | 11      | 62:37 | 33     | --           |
| 92/93                               | 3.   | 16    | 9      | 5       | 49:26 | 41     | --           |
| 93/94                               | 2.   | 16    | 6      | 8       | 48:27 | 38     | 2e ronde     |
| Regionalliga West/Südwest 1994-1999 |      |       |        |         |       |        |              |
| 94/95                               | 6.   | 16    | 8      | 10      | 66:50 | 40     | 1e ronde     |
| 95/96                               | 6.   | 17    | 9      | 10      | 65:53 | 60     | --           |
| 96/97                               | 11.  | 11    | 9      | 14      | 40:48 | 42     | --           |
| 97/98                               | 7.   | 13    | 10     | 11      | 62:46 | 49     | 8e finale    |
| 98/99                               | 1.   | 20    | 4      | 8       | 56:38 | 64     | --           |
| 2. Bundesliga 1999-2005             |      |       |        |         |       |        |              |
| 99/00                               | 8.   | 12    | 10     | 8       | 46:54 | 46     | voorronde    |
| 00/01                               | 10.  | 13    | 7      | 14      | 42:60 | 46     | 2e ronde     |
| 01/02                               | 14.  | 12    | 4      | 18      | 41:67 | 40     | 2e ronde     |
| 02/03                               | 6.   | 14    | 9      | 11      | 57:48 | 51     | 1e ronde     |
| 03/04                               | 6.   | 15    | 8      | 11      | 51:51 | 53     | Finale       |
| 04/05                               | 6.   | 16    | 6      | 12      | 60:40 | 54     | 2e ronde     |
| 05/06                               | 2.   | 20    | 5      | 9       | 61:36 | 65     | 2e ronde     |
| Bundesliga 2006-2007                |      |       |        |         |       |        |              |
| 06/07                               | 17   | 9     | 7      | 18      | 46:70 | 34     | kwartfinale  |
| 2. Bundesliga 2007-2012             |      |       |        |         |       |        |              |
| 07/08                               | 7.   | 14    | 9      | 11      | 49:44 | 51     | 8e finale    |
| 08/09                               | 4.   | 16    | 8      | 10      | 58:38 | 56     | 2e ronde     |
| 09/10                               | 13.  | 11    | 10     | 13      | 37:41 | 43     | 2e ronde     |
| 10/11                               | 10.  | 13    | 9      | 12      | 58:60 | 48     | kwartfinale  |
| 11/12                               | 17.  | 6     | 13     | 15      | 30:47 | 31     | 1e ronde     |
| 3. Liga 2012-2013                   |      |       |        |         |       |        |              |
| 12/13                               | 20.  | 7     | 10     | 21      | 40:68 | 26     | 1e ronde     |
| Regionalliga West 2013-2024         |      |       |        |         |       |        |              |
| 13/14                               | 13.  | 14    | 7      | 15      | 42:46 | 49     | --           |
| 14/15                               | 2.   | 19    | 11     | 4       | 56:20 | 68     | --           |
| 15/16                               | 7.   | 17    | 5      | 14      | 52:43 | 56     | --           |
| 16/17                               | 7.   | 16    | 11     | 7       | 51:39 | 50     | --           |
| 17/18                               | 6.   | 15    | 8      | 11      | 59:47 | 53     | --           |
| 18/19                               | 6.   | 13    | 10     | 11      | 48:39 | 49     | --           |
| 19/20                               | 6.   | 9     | 8      | 7       | 41:34 | 35     | 1e ronde     |
| 20/21                               | 14.  | 11    | 12     | 17      | 35:48 | 45     | --           |
| 21/22                               | 12.  | 11    | 11     | 16      | 43:51 | 44     | --           |
| 22/23                               | 8.   | 15    | 8      | 11      | 50:43 | 53     | --           |
| 23/24                               | 1.   | 23    | 6      | 5       | 65:34 | 75     | --           |
| 3. Liga 2024-20..                   |      |       |        |         |       |        |              |
| 24/25                               | 12.  | 12    | 14     | 12      | 44:44 | 50     | 1e ronde     |
| Jaar                                | Pos. | Winst | Gelijk | Verlies | Saldo | Punten | DFB-Pokal    |

### Alemannia in Europa
Uitslagen vanuit gezichtspunt Alemannia Aachen
| Seizoen                                                    | Competitie | Ronde        | Land                 | Club                  | Totaalscore | 1e W    | 2e W    | PUC |
| ---------------------------------------------------------- | ---------- | ------------ | -------------------- | --------------------- | ----------- | ------- | ------- | --- |
| 2004/05                                                    | UEFA Cup   | 1R           | Vlag van IJsland     | FH Hafnarfjörður      | 5-1         | 5-1 (U) | 0-0 (T) | 9.0 |
|                                                            |            | Groep H      | Vlag van Frankrijk   | Lille OSC             | 1-0         | 1-0 (T) |         | 9.0 |
|                                                            |            | Groep H      | Vlag van Spanje      | Sevilla FC            | 0-2         | 0-2 (U) |         | 9.0 |
|                                                            |            | Groep H      | Vlag van Rusland     | Zenit Sint-Petersburg | 2-2         | 2-2 (T) |         | 9.0 |
|                                                            |            | Groep H (3e) | Vlag van Griekenland | AEK Athene            | 2-0         | 2-0 (U) |         | 9.0 |
|                                                            |            | 3R           | Vlag van Nederland   | AZ                    | 1-2         | 0-0 (T) | 1-2 (U) | 9.0 |
| Totaal aantal behaalde punten voor UEFA coëfficiënten: 9.0 |            |              |                      |                       |             |         |         |     |

Zie ook
- Deelnemers UEFA-toernooien Duitsland
- Ranglijst van alle clubs die in de diverse Europa Cups zijn uitgekomen

## Bekende (oud-)Kartoffelkäfer

### Spelers
- Tolgay Arslan
- Kevin Behrens
- Roger Claessen
- Jupp Derwall
- Mark Flekken
- Torsten Frings
- Kai Havertz
- Henri Heeren
- Lewis Holtby
- Jeffrey Leiwakabessy
- Eric van der Luer
- Erik Meijer
- David Odonkor
- Cas Peters
- Jan Schlaudraff
- Bas Sibum
- Boy Waterman
- Reinhold Yabo

### Trainers
- René van Eck
- Dieter Hecking
- Patrick Helmes
- Peter Hyballa

1 Mroß ·
2 Wallenborn ·
3 Heinze ·
7 Rüter ·
9 Boesen ·
9 Batarilo ·
10 Bösing ·
11 Falaye ·
13 Glowacz ·
15 Müller ·
16 Rakk ·
17 Fiedler ·
19 Garnier ·
21 Schmitt ·
22 Arifi ·
23 Zahnen ·
24 Hackenberg ·
27 Gaedicke ·
28 Blumberg ·
30 Dahmani ·
31 Zelic ·
36 Baum ·
40 Manzenreiter ·
42 Uchino ·
Coach: Vollmerhausen
Alemannia Aachen ·
Erzgebirge Aue ·
Energie Cottbus ·
MSV Duisburg ·
Rot-Weiss Essen ·
TSV Havelse ·
TSG 1899 Hoffenheim II ·
FC Ingolstadt 04 ·
FC Viktoria Köln 1904 ·
SV Waldhof Mannheim ·
TSV 1860 München ·
VfL Osnabrück ·
Jahn Regensburg ·
Hansa Rostock ·
1. FC Saarbrücken ·
1. FC Schweinfurt 05 ·
VfB Stuttgart II ·
SSV Ulm 1846 ·
SC Verl ·
SV Wehen Wiesbaden